# Fringillaria goslingi
El escribano de Gosling (Fringillaria goslingi) es una especie de ave paseriforme de la familia Emberizidae propia de África occidental y central. Anteriormente se consideraba una subespecie del escribano canelo.

## Distribución y hábitat
Se extiende por el Sahel desde Gambia hasta el Nilo en Sudán, llegando hasta el norte de la República Democrática del Congo por el sur. Su hábitat natural son las sabanas y zonas de matorral secos y los herbazales tropicales.